# Alphonsea ventricosa
Alphonsea ventricosa (Roxb.) Hook.f. & Thomson – gatunek rośliny z rodziny flaszowcowatych (Annonaceae Juss.). Występuje naturalnie w Bangladeszu oraz Indiach (w stanach Asam, Bengal Zachodni, Bihar i Meghalaya). 

## Morfologia
PokrójZimozielone drzewo. Młode pędy są owłosione.
LiścieMają kształt od podłużnego do eliptycznie podłużnego. Mierzą 20–26 cm długości oraz 5–8,5 cm szerokości. Są lekko owłosione od spodu. Nasada liścia jest zaokrąglona. Wierzchołek jest długo spiczasty. Ogonek liściowy jest nagi i dorasta do 4–6 mm długości.
KwiatySą zebrane w gronach. Rozwijają się w kątach pędów. Mają zielonobiaławą barwę. Działki kielicha mają owalny kształt i dorastają do 1–2 mm długości, są zrośnięte i omszone. Płatki mają podłużnie owalny kształt. Osiągają do 10 mm długości. Mają 10 owłosionych słupków o podłużnym kształcie i długości 3 mm. Kwiaty wydzielają zapach.
OwoceZłożone z 4–5 owoców. Są owłosione. Mają jajowaty lub prawie kulisty kształt. Osiągają 25–35 mm długości.

## Biologia i ekologia
Kwitnie w marcu, natomiast owoce pojawiają się w lipcu.